# Deus Ex GO
Deus Ex GO — пошаговая видеоигра-головоломка, разработанная канадской студией Square Enix Montreal и выпущенная японской международной компанией Square Enix в августе 2016 года. Игра является своеобразным продолжением серии игр GO. Игрок управляет Адамом Дженсеном, — главным героем игр Deus Ex: Human Revolution и Deus Ex: Mankind Divided. Как и предыдущие игры серии GO, Deus Ex GO выглядит как настольная игра — персонажи сделаны в виде настольных фигурок и в ней присутствуют головоломки. В соответствии с серией игр Deus Ex, Дженсен может взламывать платформы и башни, чтобы убить врагов. В отличие от предыдущих игр GO, в этой части присутствует сюжет и режим создания уровней.
Игра получила положительные отзывы как от игроков, так и от критиков. По мнению последних, игра успешно связала в себе все плюсы серии, они похвалили её атмосферу и головоломки, но в то же время критически оценили сюжет.

## Игровой процесс

Уровень в Deus Ex GO. Задача Адама Дженсена (слева) — добраться до выходного узла незамеченным

Игрок управляет Адамом Дженсеном — главным героем из серии игр Deus Ex. Сюжетная история игры разворачивается до событий Deus Ex: Mankind Divided, главная задача Адама Дженсена спасти важного человека. Персонаж передвигается между узлами в уровне. При перемещении на определённый узел, Адам скрыто снимает охрану, взламывает компьютеры и активирует свою способность «невидимость». Враги, которые заметят Дженсена, будут двигаться к нему, и если противник станет на позицию игрока, игра закончится.
По мере прохождения уровней игра усложняется: увеличивается число врагов и препятствий для преодоления, таких как оружейные башни и поднимаемые платформы. Башни и платформы можно взломать с помощью компьютерных терминалов на близлежащих узлах. Персонаж может стать невидимым, чтобы двигаться без обнаружения, но такая способность доступна на всего двух уровнях. Сюжетная история проходится за три часа. В игре присутствуют микротранзакции. Игрок может в Deus Ex GO создать свой уровень.

## Разработка
Deus Ex GO является продолжением серии игр GO. До этой игры выходили Hitman GO в 2014 году и Lara Croft GO в 2015-м. Обе игры были сделаны в виде настольной игры с элементами головоломки. В этот раз команда разработчиков Square Enix Montreal была разделена на два отдела: первый занимался разработкой Hitman: Sniper, а второй — серией игр GO. Разработчики создали несколько видов новой игровой механики. Студия также, впервые в серии GO, решила добавить в игру сюжет. Кроме этого, для движка Unity был разработан специальный редактор, который облегчил создание головоломок: если на создание 25 головоломок для предыдущих игр серии уходило три месяца, то новый инструмент Deus Ex GO позволял смоделировать уровень за два дня. Square Enix Montreal заявила также, что в этот раз головоломки будут сложнее, и в отличие от предыдущих двух игр GO, Deus Ex GO использует шестиугольную сетку вместо квадратов.
Square Enix Montreal официально анонсировала Deus Ex GO на Electronic Entertainment Expo в 2016 году. Игра вышла 16 августа того же года для платформ iOS и Android. Позже игра была портирована на Windows и Windows 10 Mobile. В мае 2020 года Deus Ex GO стала временно бесплатной на телефонах. В ноябре 2022 года разработчики объявили о прекращении поддержки игры — 1 декабря она будет удалена из всех цифровых магазинов, а после января в неё больше нельзя будет сыграть.

## Критика
| Сводный рейтинг       | Сводный рейтинг |
| Агрегатор             | Оценка          |
| --------------------- | --------------- |
| GameRankings          | 81,32 %         |
| Metacritic            | 80/100          |
| Иноязычные издания    |                 |
| Издание               | Оценка          |
| GameSpot              | 8/10            |
| IGN                   | 8,4/10          |
| Gamezebo              | [ 17 ]          |
| TouchArcade           | [ 18 ]          |
| Русскоязычные издания |                 |
| Издание               | Оценка          |
| «Игры Mail.ru»        | 8,5/10          |

До выхода игры Райан Маккаффри из IGN писал, что серия GO является самой высокобюджетной и самой умной серией мобильных видеоигр. Критики признали, что Deus Ex GO находится на одном уровне с другими играми из серии. Колин Кэмпбелл из Polygon сказал, что игра соответствует эстетике серии GO.
Согласно сайту-агрегатору Metacritic, игра получила 80 баллов из 100, что указывает на «в целом благоприятные отзывы». Рецензенты писали, что игра успешно продолжила кибернетическую антиутопию серии Deus Ex с её головоломками, «выносящими» мозг. В то же время критике подверглась сюжетная история, которая оказалась тусклой, неинтересной и длинной. Также некоторые критики заявили, что устали от этой серии, в то время как другие подтвердили, что Deus Ex GO соответствует ранее заданному серией высокому уровню реализации.
Рецензенты IGN и TouchArcade наиболее высоко оценили игровую механику. Они также отметили, что головоломки Deus Ex GO стали более сложными, чем в предыдущих играх, но минимализм игры приводил к некоторым осложнениям. TouchArcade задались вопросом, является ли минимализм эстетическим выбором или результатом усилий по экономии затрат на разработку. Критик из GameSpot, несмотря на положительную оценку в 8 баллов из 10, остался разочарован наличием механизма микротранзакции.
IGN писали, что сюжет был самым слабым звеном в игре. Единственная задача Deus Ex GO — завершить головоломку за наименьшее количество ходов, объяснили GameSpot, быстро стало неинтересно. Рецензент Gamezebo заявил, что после предыдущих игр эта была уже повторяющейся. TouchArcade пришли к выводу, что Deus Ex GO был менее креативным, в отличие от других игр серии.

### Продажи и награды
В мае 2022 года стало известно, что число загрузок мобильных проектов Deus Ex: The Fall и Deus Ex: GO достигло 2 млн.
Российский сайт Игры Mail.ru включил её в список главных мобильных игр 2016 года, а Google отметил её в номинации «Графическое исполнение». На D.I.C.E. Awards игра была номинирована в категории «Лучшая стратегия или симулятор», уступив Sid Meier’s Civilization VI.